# Konkatedra św. Jana Ewangelisty w Kwidzynie
Konkatedra św. Jana Ewangelisty w Kwidzynie – gotycki kościół z XIV wieku w Kwidzynie. Od 1993 konkatedra diecezji elbląskiej i siedziba kapituły kwidzyńskiej. Od 2018 zespół katedralno-zamkowy posiada status pomnika historii.

## Historia

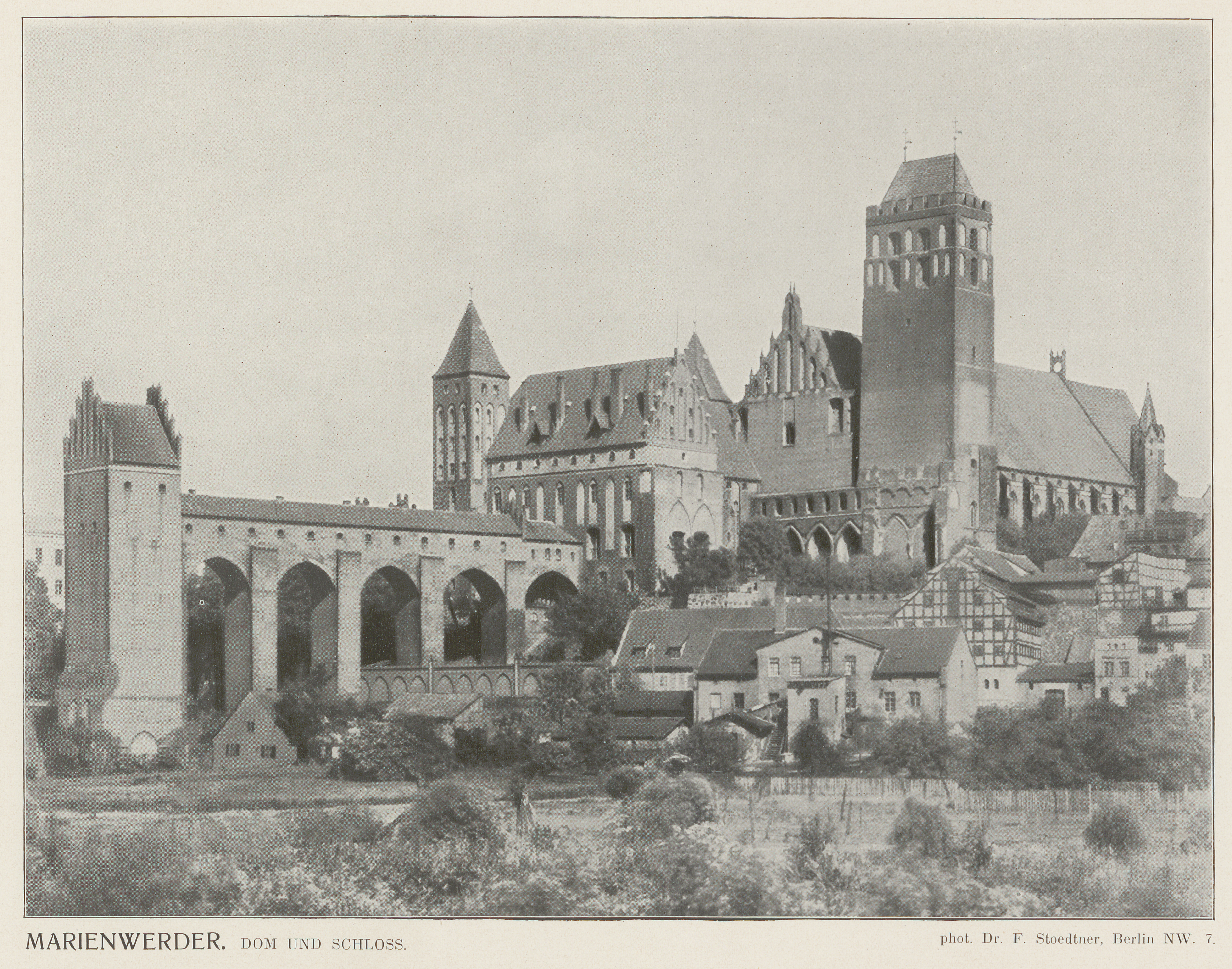
Katedra i zamek w Kwidzynie, 1910

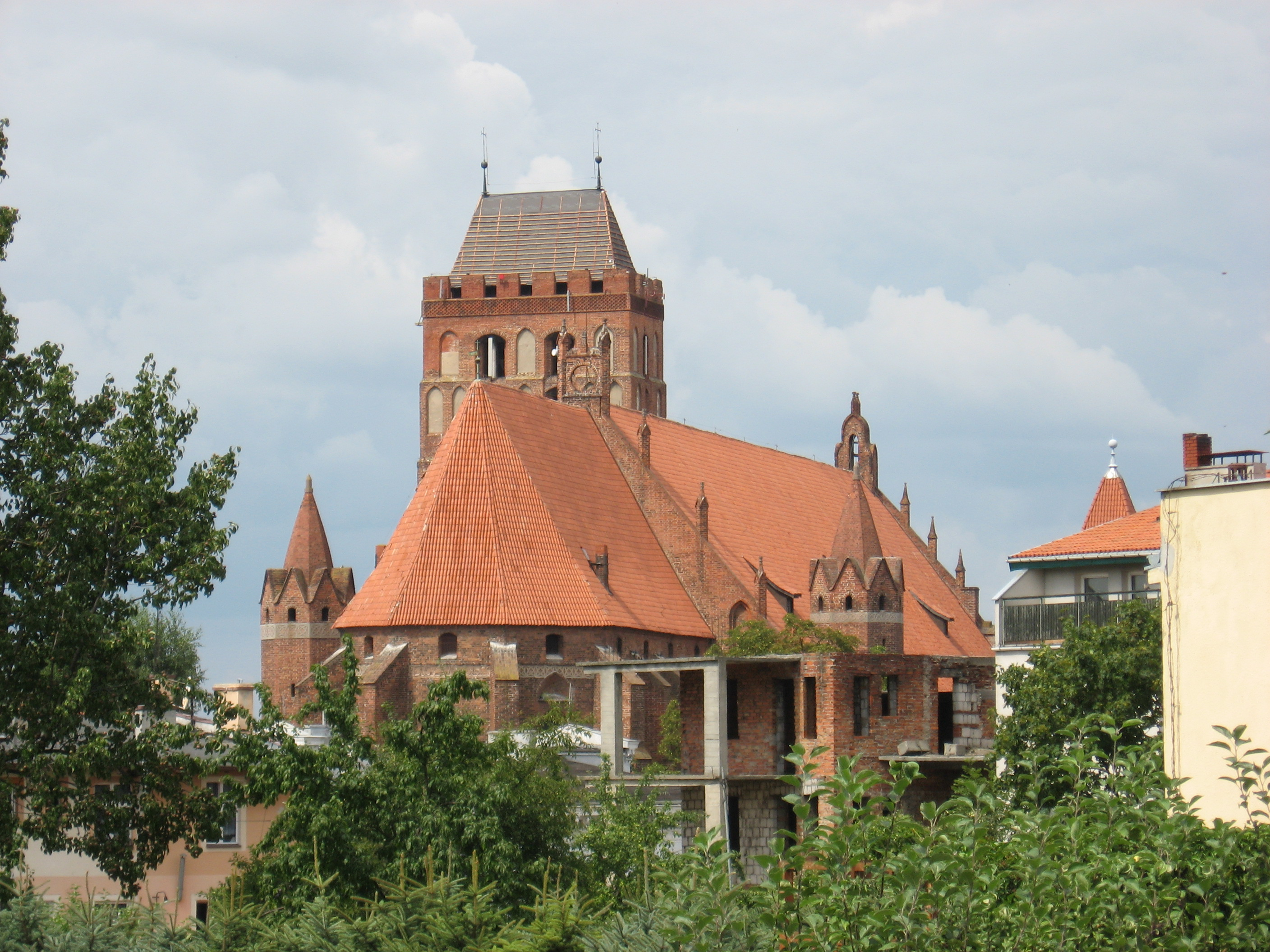
Konkatedra z ul. Słowiańskiej

### Średniowiecze
W 1285 do rangi katedry został podniesiony pierwszy kościół parafialny w Kwidzynie. Obecny kościół św. Jana Ewangelisty był budowany od ok. 1325 jako katedra diecezji pomezańskiej i miejski kościół farny. Budowę ukończono w II poł. XIV w. Katedra od początku stanowiła jeden kompleks budynków w połączeniu z warownym zamkiem kapituły pomezańskiej.
Kościół jest budowlą gotycką, ceglaną, orientowaną. Składa się z pięciobocznie zamkniętego, dwukondygnacyjnego chóru (ukończonego około 1335/1340) i wydłużonego, pięcioprzęsłowego korpusu o charakterze pseudobazyliki. Prezbiterium i nawa główna kryte są sklepieniem gwiaździstym z żebrem przewodnim, nawy boczne sklepieniem trójdzielnym. Zachodnia elewacja świątyni łączyła się bezpośrednio z zamkiem kapitulnym. Od strony południowo-zachodniej wzmocniła ją wysoka wieża, pełniąca nie tylko rolę dzwonnicy, ale też funkcje obserwacyjno-obronne jako główna wieża zamkowa (część górna pochodzi dopiero z końca XV w.). Obronne funkcje kościoła wzmacniał krużganek biegnący na poddaszu korpusu 1384 (?) i chóru oraz dwie masywne ośmioboczne wieżyczki schodowe przy prezbiterium. Długość budowli wynosi 86 m, szerokość 25 m, wysokość nawy głównej 21 m, naw bocznych 14,5 m. Dzwonnica ma 59 m wysokości. Na południowej elewacji kościoła zachował się z tego okresu obraz mozaikowy, datowany na 1380, przedstawiający męczeństwo św. Jana Ewangelisty w oleju i klęczącego fundatora – bpa Jana I Möncha. Pod mozaiką widniał napis Johan[nes] ep[iscopu]s fecit f[ie]r[i] hoc op[u]s a[nno] d[omini] m ccc 80 /1380/, zdjęty w czasie renowacji na pocz. XX w. i obecnie eksponowany w kościele. Twórcami mozaiki byli prawdopodobnie mistrzowie z Wenecji. We wnętrzu korpusu znajduje się wielki zespół gotyckich malowideł ściennych z przełomu XIV/XV w., całkowicie przemalowanych w XIX i XX w. Ma on formę fryzu przebiegającego wzdłuż ścian naw bocznych, pod oknami. Dalsze malowidła z tego czasu, m.in. sceny z dzieciństwa Chrystusa, odkryto niedawno w prezbiterium. Zachowały się również gotyckie płyty nagrobne. Do gotyckiego wyposażenia kościoła należała malowana szafa relikwiarzowa bł. Doroty z Mątowów, obecnie zaginiona.
W latach 1478–1479 w trakcie oblężenia Kwidzyna przez wojska polskie podczas tzw. wojny księżej, katedra została uszkodzona, a sklepienie dolnej części prezbiterium (krypty) zawaliło się i nie zostało odbudowane. W 1496 bp Jan IV podpisał dokument w którym nakazał odbudowę zniszczeń. Za czasów biskupa Hioba von Dobeneck (1502–1521) powstały, zachowane do dziś, malowidła ścienne w prezbiterium, przedstawiające poczet 17 biskupów pomezańskich i 3 wielkich mistrzów krzyżackich, w tym 2 pochowanych w krypcie oraz rzeźbiony tron biskupi z 1504 r. o formach późnogotyckich z herbem diecezji i herbem biskupa.

### Okres protestancki
W latach 1525–1526 Prusy Książęce przeszły na protestantyzm, co z czasem przyniosło zmiany w wyglądzie kościoła, który stracił dotychczasową rangę administracyjną. Diecezja uległa formalnej likwidacji w 1578. Wnętrze świątyni otynkowano, a prezbiterium i korpus przedzielono ścianą fachwerkową, wyznaczając w ten sposób miejsca modlitwy dla gminy niemieckiej (korpus), polskiej (prezbiterium) i okresowo czeskiej (zachodnia część korpusu).
W 1586 dokonano kolejnych zmian w kościele. Przed głównym wejściem południowym wzniesiono kruchtę z gotlandzkiego piaskowca, pochodzącego prawdopodobnie z byłego zamku biskupiego. Z zabytków z tamtej epoki należy wymienić malowany tryptyk ze sceną Ukrzyżowania z 1570 (ołtarz kościoła polskiego), rzeźbiony dawny ołtarz główny z ok. 1690, ambonę „polską” z 1634, efektowne rzeźbione epitafia: Augustyna Mildego z 1602, Jerzego von Rembau z 1610 i Eilharda Menckena z 1683.

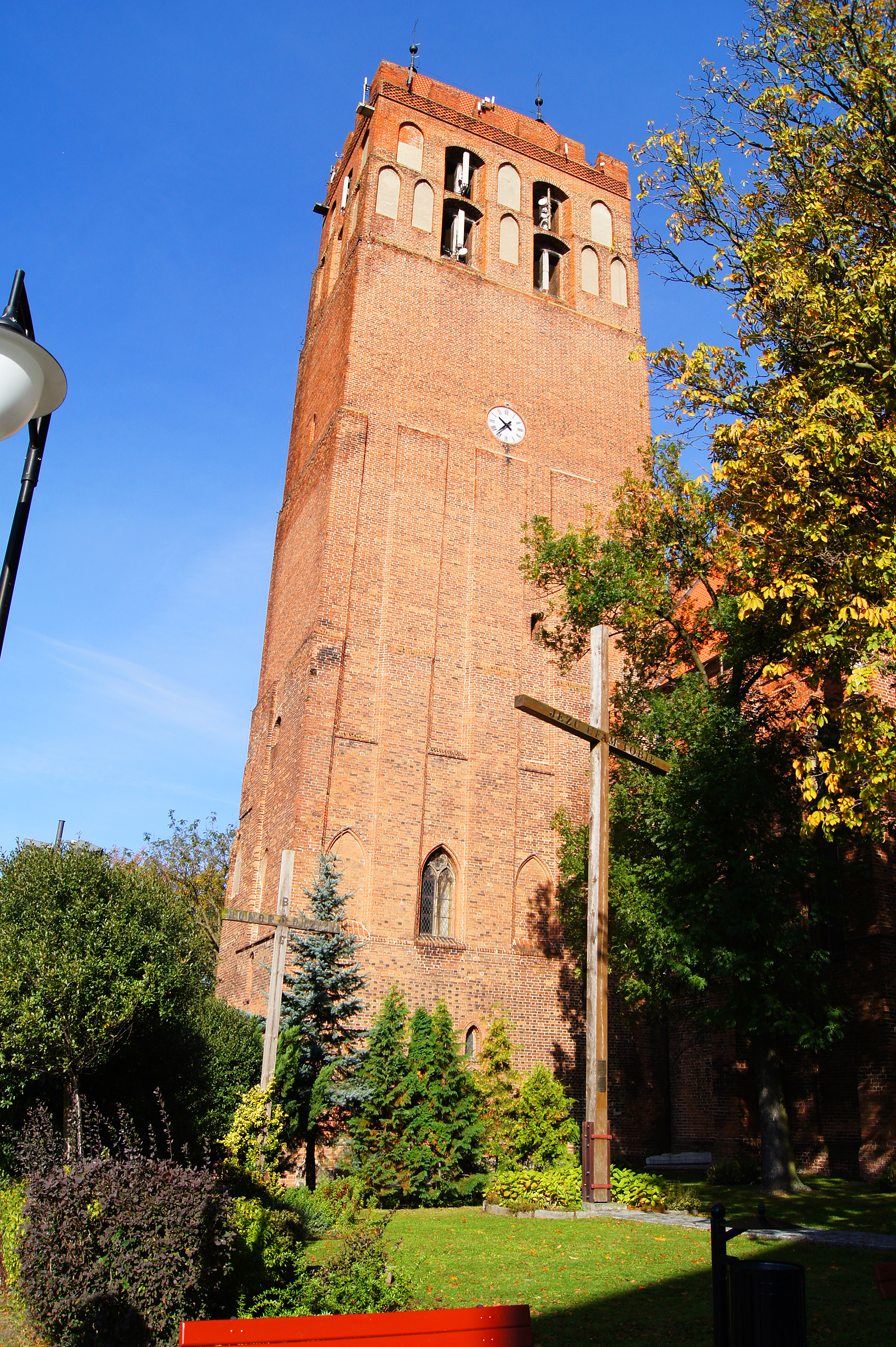
Wieża kwidzyńskiej Katedry

W 1705 od strony północnej została dobudowana kaplica grobowa Ottona Fryderyka von Groeben, z nagrobkiem przedstawiającym zmarłego i jego trzy kolejne małżonki (ok. 1710–1728) i z rodowymi portretami. Rzadkim zabytkiem są dwa bogato zdobione ewangelickie konfesjonały z 1716, dzieło Józefa Antoniego Krausego (Kruse), któremu przypisuje się też wystrój mauzoleum Groebenów.
W 1807, w okresie wojen napoleońskich, kościół został zamieniony na magazyn żywności i halę ćwiczeń. Budynek został zdewastowany. Dopiero w latach 1816-1817 za sprawą architekta Schroedera przeprowadzono prace modernizacyjne polegające na usunięciu ścian działowych i naprawieniu gzymsów. W 1856 został wykonany przez rzeźbiarza Henryka Medema portal kaplicy Groebenów oraz reliefy w drzwiach kaplicy według projektu Christiana Daniela Raucha, wykonane z cynku pokrytego brązem i przedstawiające sceny z kolonialnych wypraw wojennych Groebena.

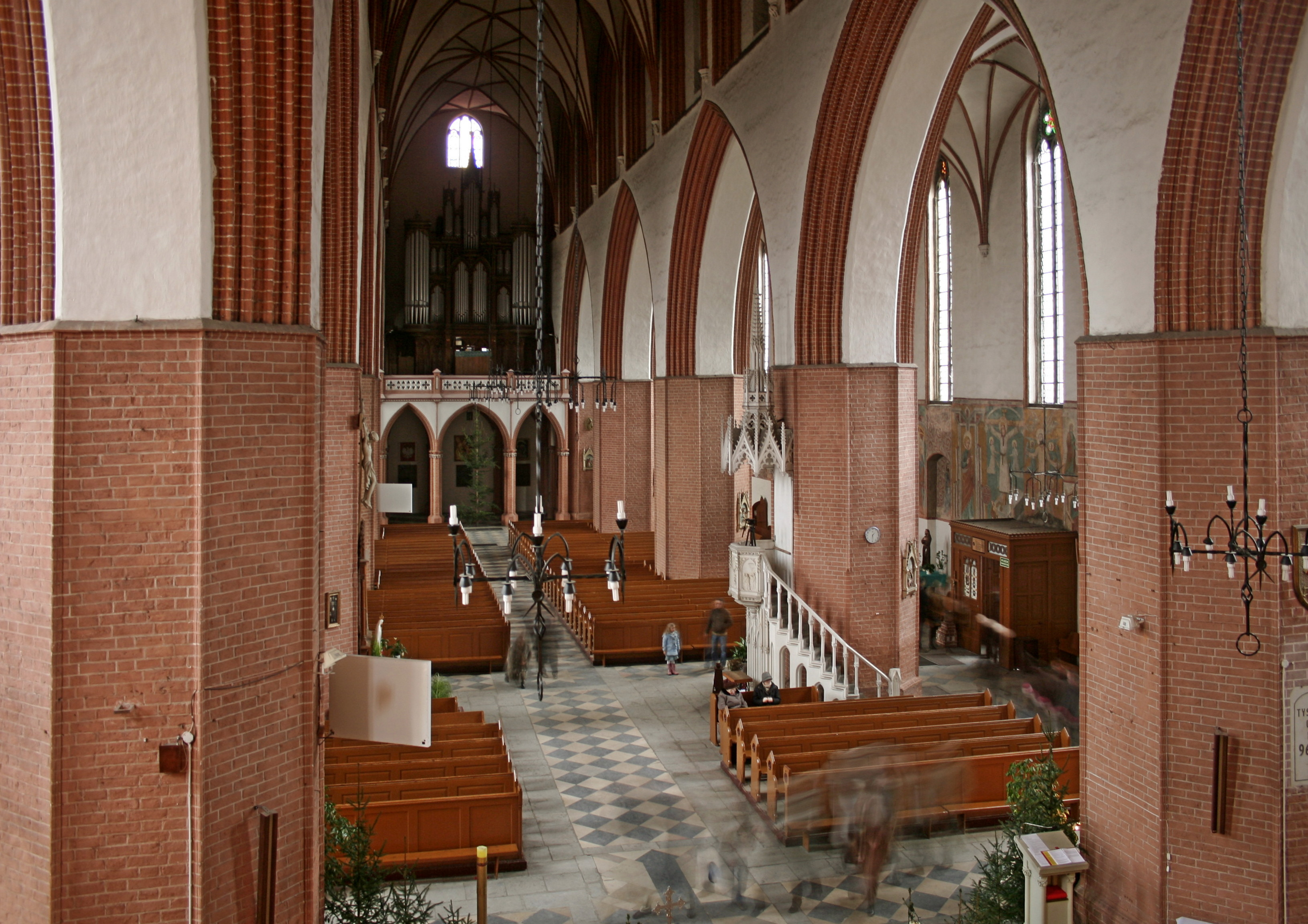
Nawa główna

W latach 1862–1864 dokonano gruntownej modernizacji kościoła mającej na celu przywrócenie wyglądu katedry z czasów średniowiecznych. Prac tych podjął się niemiecki architekt Friedrich August Stüler. Według jego projektu wzniesiono neogotycki ołtarz wykonany przez rzeźbiarza Kocha z Poczdamu, z rzeźbami Henryka Medema i ambonę. Obraz ołtarzowy Zmartwychwstanie namalował prof. Bernhard Plockhorst z Weimaru. Odbudowano zawalone sklepienie w prezbiterium, odsłonięto i przemalowano gotyckie malowidła ścienne. Witraże w prezbiterium są dziełem firmy Oidtmann z Linnich koło Akwizgranu (1864) – firma istnieje do dziś.
W katedrze pochowano m.in. biskupów pomezańskich, wielkich mistrzów krzyżackich Wernera von Orseln (1330), Ludolfa Königa (1348) i Heinricha von Plauena, bł. Dorotę z Mątowów (1394), jej spowiednika i wybitnego teologa Jana z Kwidzyna oraz Ottona Friedricha von Groeben, pierwszego pruskiego eksploratora Afryki. Odnowioną kryptę wielkich mistrzów udostępniono dla zwiedzających 31 lipca 2010 r. Odkryte w trakcie badań archeologicznych komory grobowe nie zostały ponownie pokryte kamienną posadzką, lecz taflami hartowanego szkła, pod którymi w miejscach pochówku wielkich mistrzów umieszczono w trumnach manekiny ubrane w szaty i płaszcze, tuż obok których znajdują się relikwiarze ze szczątkami każdego z nich oraz zbiorowa skrzynka z prochami 4 lub 5 biskupów pomezańskich.
Cela bł. Doroty, w której dała się zamurować za życia, w rzeczywistości znajdowała się w innym miejscu – być może w dolnej części wieży lub w północnej części prezbiterium. Poszukiwania grobu błogosławionej, prowadzone m.in. za pomocą georadaru, zakończyły się niepowodzeniem. Odkryto jedynie pustą kryptę, w której mogły znajdować się jej doczesne szczątki, dopóki ze świątyni nie usunęli ich zwolennicy reformacji.

### Wiek XX

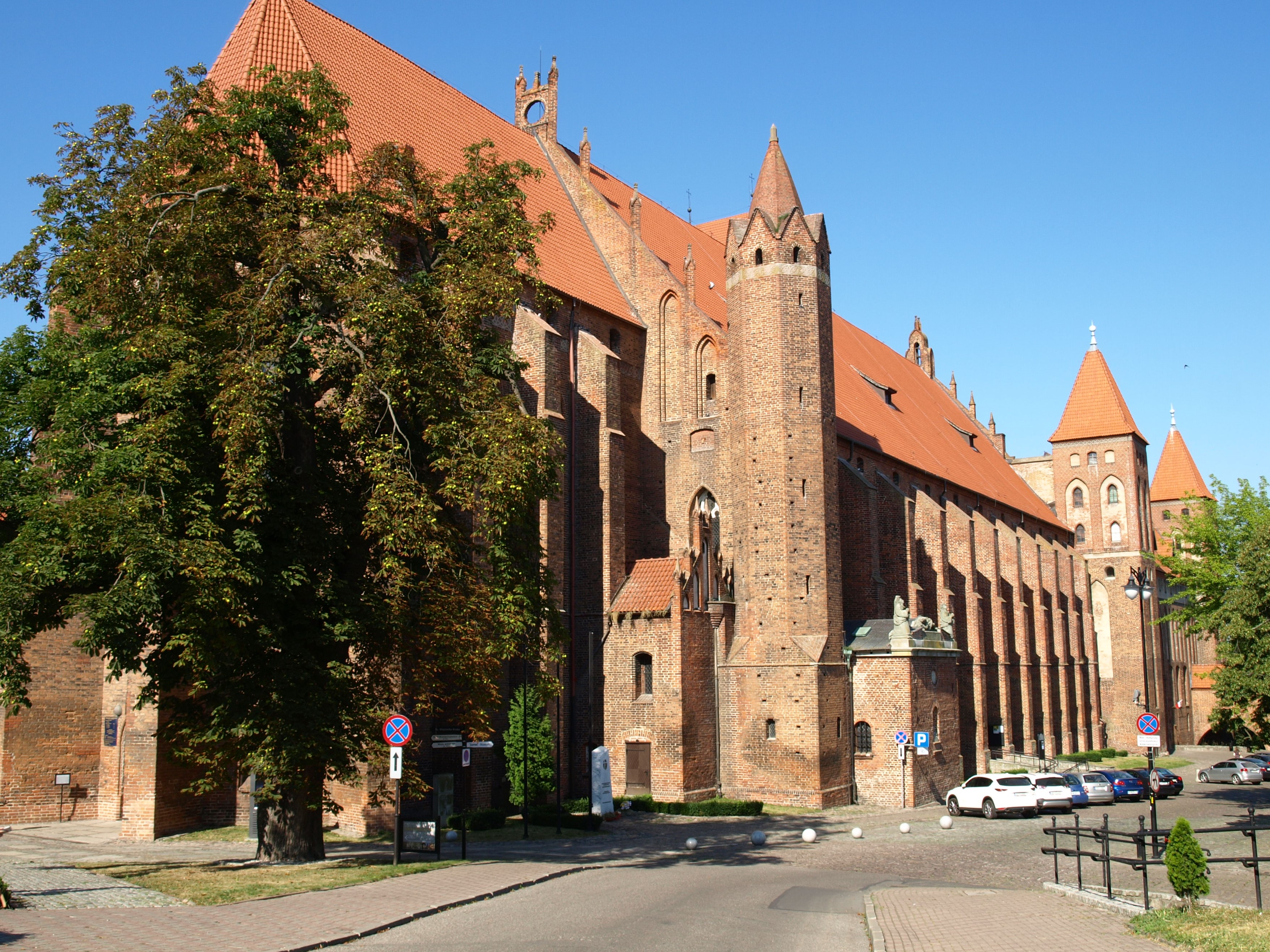
Konkatedra w Kwidzynie od strony południowo-wschodniej

W 1945 niezniszczony kościół przejął zakon franciszkanów, opiekujący się nim do 1993, kiedy to dzięki staraniom prepozyta kapituły ks. Wojciecha Kruka rozpoczęto systematyczne prace remontowe i konserwatorskie.

## Dzwony
Katedra posiada łącznie sześć dzwonów. Cztery z nich wiszą na wieży, a dwa zabytkowe znajdują się pod chórem. Dzwon św. Jan do 1970 roku wisiał w wieżyczce nad fasadą, jest uszkodzony. Większy z zabytkowych dzwonów do 1904r. znajdował się w wieży.
| Imię         | Ton  | Waga (kg)   | Średnica (cm) | Rok odlania   | Odlewnia                    |
| ------------ | ---- | ----------- | ------------- | ------------- | --------------------------- |
| św. Wojciech | h’   | ok. 350 kg  | 83 cm         | 1998          | Janusz Felczyński, Przemyśl |
| ---          | fis’ | ok. 1000 kg | 138 cm        | 1918 lub 1921 | Schilling & Lattermann      |
| ---          | dis' | ok. 1800 kg | 165 cm        | 1918 lub 1921 | Schilling & Lattermann      |
| ---          | h0   | ok. 2500 kg | 157 cm        | 1725          | Michael Wittwerck, Gdańsk   |